# Stephanopis qiong
Espèce
Stephanopis qiong est une espèce d'araignées aranéomorphes de la famille des Thomisidae.

## Distribution
Cette espèce est endémique de Hainan en Chine. Elle se rencontre dans le xian de Ledong.

## Description
La femelle holotype mesure 5,46 mm.

## Systématique et taxinomie
Cette espèce a été décrite par Liu et Yao en 2023.

## Étymologie
Son nom d'espèce lui a été donné en référence au lieu de sa découverte, Qiong.

## Publication originale
- Li, Yao, Xiao & Liu, 2023 : « Two new thomisid species (Arachnida, Araneae, Thomisidae) from China and Vietnam, with the first descriptions of the males of Borboropactus longidens Tang & Li, 2010 and Stephanopis xiangzhouica Liu, 2022. » ZooKeys, vol. 1159, p. 169-187 (texte intégral).